# Цзен Ґофань
Цзен Ґофань (曾國藩, 26 листопада 1811 — 12 березня 1872) — політичний та військовий діяч часів династії Цін, придушив повстання тайпінів і «факельників», очолював політико-ідеологічне «рух за засвоєння заморських справ» (ян у юньдун) і «самопосилення» (цзицян), мислитель, вчений та письменник.

## Життєпис
Народився 26 листопада 1811 року у Байянпін в Сянсяні (сучасний повіт Шуанфен провінції Хунань). Походив з бідної селянської родини. З дитинства прагнув до навчання. У 1832 році здобув перший науковий ступінь сюцай, у 1838 році вищий — цзіньши і в тому ж році був прийнятий до академії Ханьлінь. У 1849 році став одним з керівників Відомства церемоній, потім займав вищі посади в інших відомствах.
Посланий у 1852 році проводити державні іспити у провінції Цзянсі, з півдороги повернувся на батьківщину для дотримання жалоби за померлу матір, проте вже напочатку наступного року отримав найвищий указ зайнятися в своїй провінції Хунань організацією загонів самооборони для захисту від тайпінів і створив більш боєздатну, ніж регулярні війська, добре озброєну хунанську армію (Сянцзюнь), чисельність якої доходила до 50 000 бійців і яка стала провісником регіональних армій майбутніх мілітаристів. У боротьбі з повстанцями використовував як сухопутні, так і водні війська, зокрема, 25 лютого 1854 року сформував флотилію з 240 суден з 5 тис. моряків. У 1860 році призначений намісником (цзунду) провінцій Цзянсу, Аньхой і Цзянсу і уповноваженим по боротьбі з тайпінами на півдні країни. Його молодший брат генерал Цзен Ґоцюань 19 липня 1864 року захопив Нанкін, яким повстанці володіли 11 років, що призвело до смерті їхніх лідерів Хун Сюцюаня і Хун Женьганя і зрештою придушення повстання. За цю перемогу Цзен Гуофан отримав титул маркіза (хоу) першого класу — Рішучого і хороброго (Їюн-хоу), таким званням вперше вшанували цивільного чиновника, а також призначення піклувальником спадкоємця престолу (тайцзи тайбао).
У 1864 році відновив провінційні державні іспити в Нанкіні і заснував в Аньцині (провінція Аньхой) офіційну друкарню для перевидання найбільш значущою класики, запросивши як редакторів відомих вчених Ван Шито, Мо Ючжі.
З 1865 року він знову намісник провінцій Цзянсу, Аньхой і Цзянсі, а з 1868 — столичної провінції Чжилі (сучасна Хебей). Залишаючись прихильником традиційного світогляду, вірячи в молитви і заклинання, ворожіння і геоманітію (фен-шуй), наприклад, пов'язуючи своє кар'єрне зростання з вдалим розташуванням могили предка, разом з тим як прагматик і практиціст виступив з ініціативою закупівлі на Заході військової техніки та її створення в Китаї, запозичення «заморської» науки і технології. На основі власного досвіду організації першого сучасного арсеналу в Аньцині у 1861 році і за рекомендацією у 1863 році першого китайського випускника американського університету, інженера Жун Хуна заснував зі своїм висуванцем і соратником Лі Хунчжаном у 1865 році в Шанхаї Головне виробниче управління Цзяннань (Цзяннань чжіцзао цзун цзюй), що займалося арсеналом і збройовим заводом.
Вважав, що «шлях до самопосилення країни полягає в будівництві сучасних суден», що виразив у Меморандумі трону від 17 жовтня 1868 року. Під його особистим наглядом у 1868 році з побудованої в Шанхаї корабельні спустився на воду і вирушив до Нанкіна перший в Китаї великий пароплав. Все це в цілому стало найважливішим внеском в технічне переозброєння країни. Влітку 1871 року він розслідував кривавий бунт проти французьких місіонерів в Тяньцзіні, який загрожував обернутися війною, пішов на поступки суворим вимогам Франції, зазнав громадського осуду і його відправили в Нанкін. 18 серпня 1871 року разом з Лі Хунчжаном подав доповідь про посилку студентів за кордон. На наступний рік ця пропозиція була прийнята і перші 120 осіб відбули до США, але Цзен Ґофань помер 12 березня 1872 року, отримавши посмертний титул князя Культурної Правильності (Веньчжен-гун).

## Родина
- Цзен Цзіцзе (1839—1890)

## Філософія
Підтримував ідею вірного наслідуванню «вченню про принцип» (чи сюе) Чен І — Чжу Сі. Разом з тим поділяв деякі положення альтернативного «вчення про серце» (синь сюе) Лу Цзююаня — Ван Янміна на основі загальної традиції Цзи Си — Мен-цзи. Вважав «щирість» «суверенним владикою» і джерелом змін усієї темряви речей у вселенському «просторі — часу», тим, «завдяки чому небо і земля не убувають, держави вистоюють, а благодатні звершення гідних людей можуть збільшуватися і тривати». Обґрунтовуючи давню теорію «небесного приречення», стверджував, що «принцип і пневмат залежать один від одного, а приречення дійсно панує над початком обдарувань», бувши "основою п'яти моральних засад, що призводить до «багатства і знатності, успішності і популярності». Вчення (Сюе) — це «відновлення [індивідуальної] природи» за допомогою проголошених у «Да Сюе» «вивірених речей» і набуття щирості помислів". Роль окремої особистості велика: «якщо серця одного-двох людей направлено до справедливості, то і маси з ними спрямовуються до справедливості, а якщо серця одного-двох людей направлено до користі, то і маси з ними спрямовуються до користі».

## Літературна та наукова діяльність
Як письменник, поет, літературознавець і філолог Цзен Ґофань був лідером Тунченської течії, що виникла ще у XVIII ст., успадковував ідеї Хань Юя і прагнув «красним письменством (вень) виражати Шлях-дао».
Відстоюючи літературні прерогативи напівштучної писемної мови веньянь перед стихійним напором розмовної байхуа, вдавався до граматичних нововведень, визначаючи ієрогліф в називній функції як «знаменне слово в реальному вживанні», а в дієслівної — як «знаменне слово в службовому користуванні».
Цзен Ґофань написав близько 40 творів. Організував випуск багатьох наукових видань, зокрема «Цзянсу цзянь фу цюаньань» («Повний звіт про зниження оподаткування в Цзянсу», 1866 рік) й «Цзянсі цюань шенюй ту» («Зображення земель всій провінції Цзянсі», 1868 рік).